# Herrnbaumgarten
Herrnbaumgarten (česky Panský Pangort) je městys v okrese Mistelbach v Dolních Rakousích. Žije zde 943 obyvatel.

## Geografie
Herrnbaumgarten leží ve Weinviertelu (vinné čtvrti) v Dolních Rakousích. Plocha městyse je 16,48 kilometrů čtverečních a 9,11 % plochy je zalesněno.

## Historie
Prvním známým dokumentem je darovací listina císaře Jindřicha III. (1017-1056), kterou daruje místo klášteru Passau (Pasov) dne 10. července 1056.

### Vývoj počtu obyvatel
V roce 1971 zde žilo 1233 obyvatel, 1981 1111, 1991 měl městys 1046, při sčítání lidu v roce 2001 zde bylo 1007 a ke dni 1. dubna 2009 zde žilo 968 obyvatel.

## Politika
Starostou městyse je Helmut Schwalm, zástupcem starosty Christian Frank a vedoucí kanceláře je Herta Habermann.

## Kultura a pamětihodnosti
- Nonseum – muzeum nesmyslných vynálezů
- Divadlo komedie
- Kinomuseum
- Sklepní labyrint
- Odšouplá vinotéka

## Hospodářství a infrastruktura
Nezemědělských pracovišť bylo v roce 2001 37, zemědělských a lesnických pracovišť bylo v roce 1999 147. Počet výdělečně činných osob v místě bydliště bylo v roce 2001 449, tj. 46,07 %.